# Paradrina selinoides
Paradrina selinoides là một loài bướm đêm trong họ Noctuidae.